# Jöns Troell
Jöns Olsson Troell, född 23 april 1855 i Trollenäs socken, död 21 april 1942 i Eslöv,  var en svensk byggmästare.
Troell var son till lantbrukaren Ola Nilsson och Ingar Persdotter. Han var elev vid Byggnadsyrkesskolan i Stockholm 1875–1876 och blev därefter timmerman i Eslöv. Han antog 1884 namnet Troell eftersom det fanns ytterligare en timmerman med namnet Jöns Olsson  på samma ort. Han blev senare byggmästare där samt var ordförande i Eslövs byggnadsförening och ledamot av stadsfullmäktige.
Troell var tillsammans med Ingeborg Ottilda Nyqvist (1853–1929) far till överingenjören Otto Troell (1882–1946), Ellen Troell, Ingeborg Troell (1884–1969), som var gift med Alfred Åkerlund, Albert Troell, byggmästaren Nils Troell (1888–1963), Sigvald Troell, Gustaf Troell och Erik Troell. Han var farfar till Ragnar, Stig och Jan Troell.